# Antônio Rolim de Moura Tavares
Pour les articles homonymes, voir Tavares.
Antônio Rolim de Moura Tavares fut un noble et un administrateur colonial portugais. Il fut notamment le 10e vice-roi du Brésil, de 1767 à 1769.
Lors de son mandat, il s'attache à renforcer les défenses de Rio de Janeiro, sous la menace d'une attaque espagnole.
Il occupa également les postes de gouverneur du Mato Grosso et de Bahia.